# Staphylea
Staphylea és un petit gènere amb 10-11 espècies de plantes de flors pertanyent a la família Staphyleaceae, natiu de les regions temperades de l'Hemisferi Nord. Estant la major diversitat a la Xina, on hi ha quatre espècies.
Són grans arbusts, ocasionalment petits arbres que aconsegueixen els 2-5 m d'altura. Les fulles són caducifolis, oposades i pareades, pinnades, usualment amb tres ales amb 3-7 en S. pinnata i 3-5 en S. colchica. Les flors es produeixen en panícules terminals de 5-10 cm de longitud, amb 5-15 flors en cada panícula; les flors individuals tenen 1 cm de longitud, amb cinc sèpals i pètals, similars en grandària i de color blanc o rosa pàl·lid. El fruit és una cápsula de 3-10 cm de longitud que contenen unes poques llavors com nous.

## Taxonomia
- Staphylea bolanderi
- Staphylea bumalda
- Staphylea colchica
- Staphylea emodi
- Staphylea forrestii. Xina.
- Staphylea holocarpa. Xina.
- Staphylea pinnata
- Staphylea pringlei. Mèxic.
- Staphylea shweliensis. Xina.
- Staphylea trifolia